# Psychotria concinna
Psychotria concinna är en måreväxtart som beskrevs av Daniel Oliver. Psychotria concinna ingår i släktet Psychotria och familjen måreväxter. Inga underarter finns listade i Catalogue of Life.